# Sumangala delicatula
Sumangala delicatula är en insektsart som beskrevs av William Lucas Distant 1911. Sumangala delicatula ingår i släktet Sumangala och familjen Derbidae. Inga underarter finns listade i Catalogue of Life.

## Bildgalleri

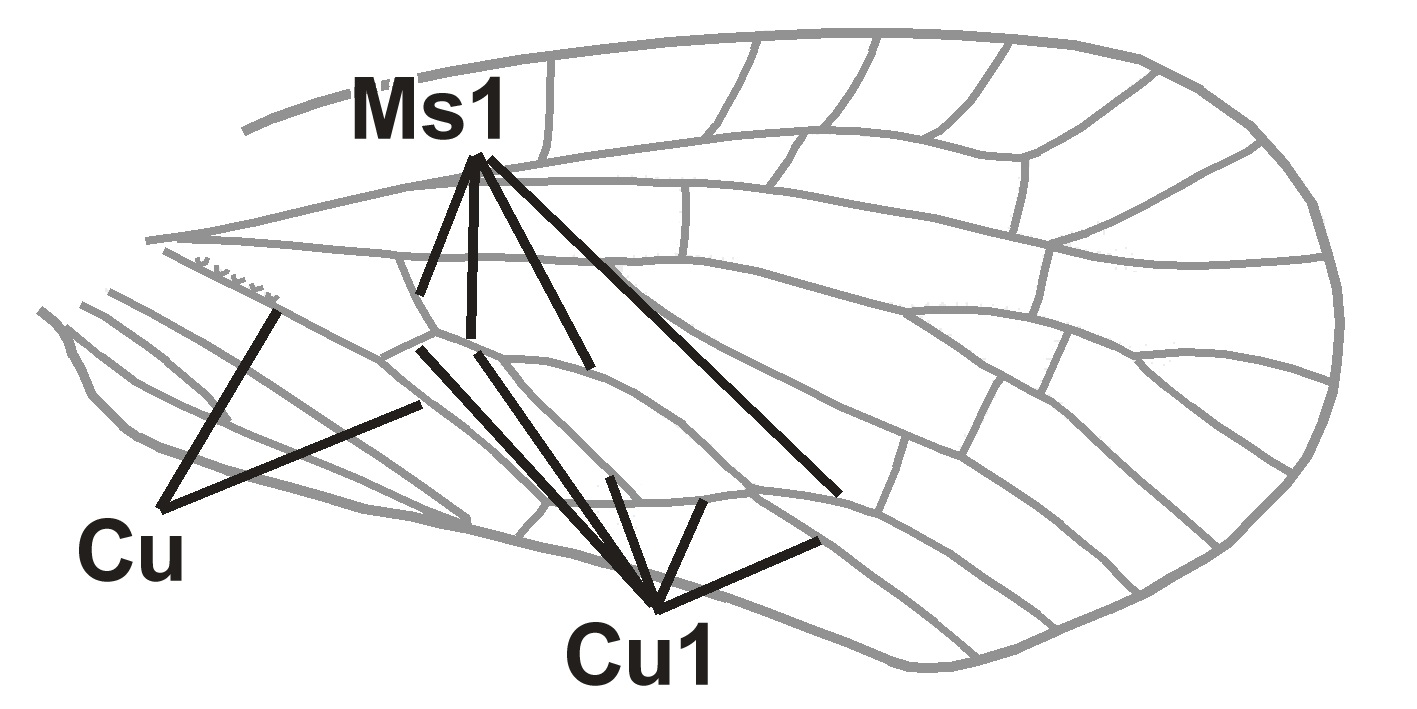